# Bibliothèque scientifique Tritonia
La bibliothèque scientifique Tritonia finnois : Tiedekirjasto Tritonia est une bibliothèque scientifique située dans le quartier Yliopisto de Vaasa en Finlande.

## Présentation
La bibliothèque est commune aux établissements suivants:
- Université de Vaasa
- Université des sciences appliquées de Vaasa
- Université des sciences appliquées Novia

Tritonia est un support à l'étude, l'enseignement et la recherche de ses universités cadres en fournissant des services de bibliothèque scientifique (y compris des services de données et d'orientation) en finnois, suédois et anglais.
Les services sont disponibles à la fois dans les locaux de Tritonia et par les réseaux informatiques. 
Tritonia fournit les services communs du réseau des bibliothèques finlandaises, l'interface utilisateur de la bibliothèque numérique nationale est Finna (fi).